# 阿纳伊
阿纳伊是巴西巴拉那州的一个市镇。总面积102.648平方公里，总人口2937人，人口密度28.6人/平方公里。